# Seznam sovjetskih letalskih asov zimske vojne
Seznam sovjetskih letalskih asov zimske vojne.

## A
Aleksej Kasjanovič Antonjenko - 
Mihail Jegorovič Astaškin - 
Jevgenij Aleksejevič Azarov - 

## B
Pavel Konstantinovič Babajlov - 
Andrej Jakovljevič Baklan - 
Leonid Georgijevič Bjelousov - 
Viktor Ivanovič Borodačev - 
Aleksander Dimitrijevič Bulajev -

## D
Stepan Pavlovič Danilov - 
Viktor Josifovič Davidkov - 
Gavril Vlasovič Didenko -

## G
Leonid Akimovič Galčenko - 
Josif Ivanovič Gejbo - 
Aleksej Aleksejevič Gubanov - 

## K
Grigorij Pantelejevič Kravčenko - 

## M
Aleksander Fjodorovič Mošin -

## N
Vasilij Mihajlovič Najdjenko - 
Anatolij Ivanovič Nefedov - 

## P
Pavel Ivanovič Pavlov - 

## R
Pavel Vasiljevič Ričagov - 

## S
Grigorij Maximovič Sokolov - 

## T
Viktor Vasiljevič Talalihin - 

## V
Arsenij Vasiljevič Vorožejkin - 

## Z
Jekaterina Ivanovna Zelenkova - 
Nikolaj Andrianovič Zelenov -